# Coupe-carreaux

Première coupeuse manuelle Rubí inventée par les frères Boada.

Le coupe-carreaux appelé « coupeuse de céramique » ou « coupe-carrelage »,  est un outil pour couper les carreaux, inventé en 1951 par les frères Boada, originaires de la ville de Rubí, près de Barcelone, en Espagne. 
Il consiste en un plateau, souvent rembourré, sur lequel on place le carreau, et d'un levier coulissant muni d'un diamant de verrier et d'une pièce en Y.
On l'utilise en frottant le diamant sur le carreau à l'emplacement de la découpe à réaliser, ce qui crée une amorce de rupture, puis en appuyant à l'aide du levier la pièce en Y de part et d'autre de la fissure créée. Le carreau est ainsi cassé net.
Il existe également des petites scies circulaires à disque diamant destinées à la découpe du carrelage, mais le principe n'est plus alors d'effectuer une cassure contrôlée.

## Présentation
La première coupeuse a été conçue par les frères Boada, fondateurs par la suite de la société industrielle Germans Boada (« Boada Frères »), pour faciliter le travail et résoudre les problèmes rencontrés par les professionnels du bâtiment lors de la coupe de mosaïque hydraulique (carreau ciment  décoratif pigmenté dans les années 1950 très utilisé pour sa résistance de par l'épaisseur du carreau),. L'innovation consistait à effectuer un traçage en ligne droite pour ensuite frapper d’un coup sec afin d’obtenir une séparation du carreau sur sa partie tracée. À partir de cette date, ce type de dispositif a été bien connu dans le milieu du bâtiment avec comme surnom le Rubí, du nom de la ville de Catalogne, Rubí, lieu de naissance de ses inventeurs.
Au fil du temps, l'outil a évolué le rendant plus précis et plus productif. Les premières coupeuses étaient équipées d’un poinçon de métal qui a laissé place à l’actuelle molette, avec sa roulette en carbure de tungstène. Un séparateur est intégré vers 1960. Cette pièce a permis aux utilisateurs de séparer la mosaïque avec l'outil, et non plus en tapant sur les supports ou sur les genoux. Des tronçonneuses à disque existent également. Aujourd'hui le coupe-carreau pour céramique continue à évoluer avec l'évolution du carrelage : dimensions, épaisseurs, dureté, densité, etc.

## Carrelette
L'expression « carrelette » est une marque déposée depuis 1990 de la société française PRCI, spécialisée dans l’outillage pour l'industrie du carrelage et de la plomberie.
Dans certaines régions de France, comme la Savoie, la Haute-Savoie et le Sud de la France, une carrelette signifie un « petit carreau ».